# St. Georgen im Schwarzwald
St. Georgen im Schwarzwald település Németországban, azon belül Baden-Württembergben. Lakosainak száma 13 203 fő (2023. december 31.). St. Georgen im Schwarzwald Villingen-Schwenningen, Mönchweiler és Königsfeld im Schwarzwald községekkel határos.

## Brigachquelle
Nevezetessége a Brigachquelle, azaz a Dunát adó két egyhosszú folyócska, a Breg és a Brigach közül az utóbbinak a forrása a nyugatra vezető L175-ös út mentén. innen nyugatra, az 500-as úton Freiburg vagy Strasbourg felé (a Kinzig folyó mentén) lehet leereszkedni. A Sváb-Alb gerincére, a Duna-Rajna vízválasztóra számos kirándulóút indul innen.

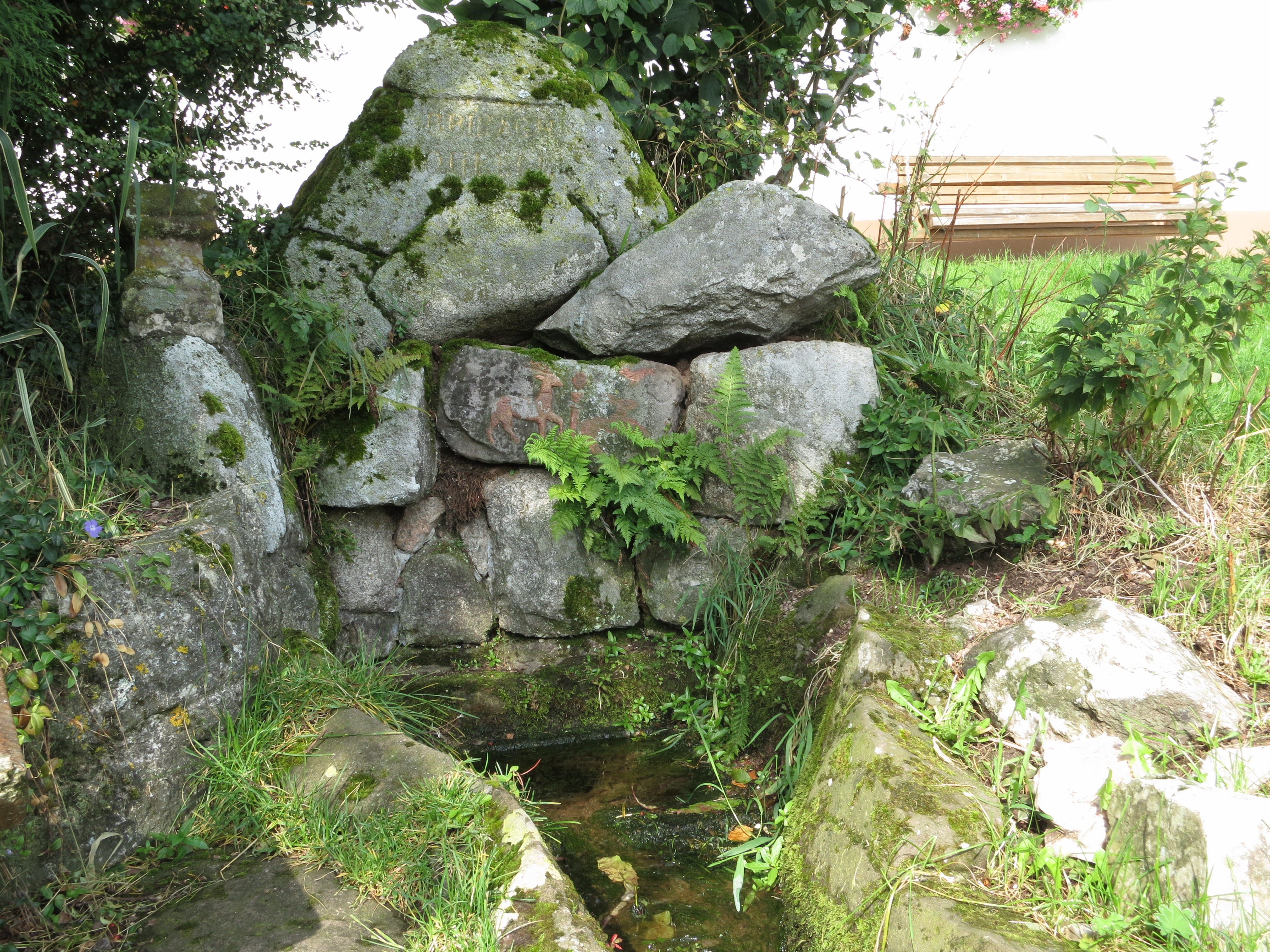
A Brigachquelle

## Népesség
A település népessége az elmúlt években az alábbi módon változott:
| Lakosok száma | 15 517 | 12 906 | 12 958 | 12 998 | 13 122 | 13 203 |
|               | 1975   | 2017   | 2019   | 2021   | 2022   | 2023   |